# Sakura (Tochigi)
Sakura (さくら市, Sakura-shi) és una ciutat i municipi de la prefectura de Tochigi, a la regió de Kanto, Japó. Sakura és una petita ciutat on l'agricultura és el sector econòmic principal, tot i que als darrers anys ha estat evolucionant cap a un model de ciutat dormitori d'Utsunomiya, la capital prefectural.

## Geografia
El municipi de Sakura es troba localitzat a centre-est de la prefectura de Tochigi, al cantó més septentrional de la plana de Kantō. La ciutat es troba aproximadament a 115 quilòmetres al nord des de Tòquio i a 15 quilòmetres al nord des de la capital prefectural, Utsunomiya. El relleu del municipi consisteix a grans trets en un territori pla que s'estén cap a l'est del riu Kinu i un altre més elevat cap a l'oest per on passen alguns tributaris del riu Naka. El terme municipal de Sakura limita amb els d'Utsunomiya i Takanezawa al sud; amb Yaita i Shioya cap a l'oest; amb Ōtawara i Nakagawa al nord i amb Nasukarasuyama a l'est.

### Clima
Sakura té un clima continental humid, caracteritzat per estius càlids i hiverns freds amb fortes nevades. La temperatura mitjana anual a Sakura és de 13,1 graus. La mitjana anual de precipitacions és de 1425 mil·límetres, sent el setembre el mes més humid. Les temperatures mitjanes més altes es poden trobar a l'agost, amb vora 24,9 graus i la mitjana més freda és al gener, amb vora 1,6 graus.

## Història
La ciutat de Sakura es va fundar el 28 de març de 2005 fruit de la unió entre les viles de Kitsuregawa i Ujiie, ambdues pertanyents al districte de Shioya.

## Política i govern

### Alcaldes
En aquesta taula només es reflecteixen els alcaldes democràtics, és a dir, des de l'any 1947. En el cas concret de Sakura, la llista comença el 2005, quan es fundà la ciutat.
| Alcalde           | Inici del mandat | Fi del mandat | Partit | Partit |
| Kihei Akimoto     | 2005             | 2009          |        | Ind    |
| Kenji Hitomi      | 2009             | 2017          |        | Ind    |
| Takashi Hanatsuka | 2017             | -             |        | PLD    |

## Demografia
| 1920   | 1930   | 1940   | 1950   | 1960   | 1970   | 1980   |
| ------ | ------ | ------ | ------ | ------ | ------ | ------ |
| ND     | ND     | ND     | ND     | 33.375 | 32.495 | 34.820 |
| 1990   | 2000   | 2010   | 2020   | 2030   | 2040   | 2050   |
| 36.543 | 40.030 | 44.774 | 44.577 | -      | -      | -      |

## Transport

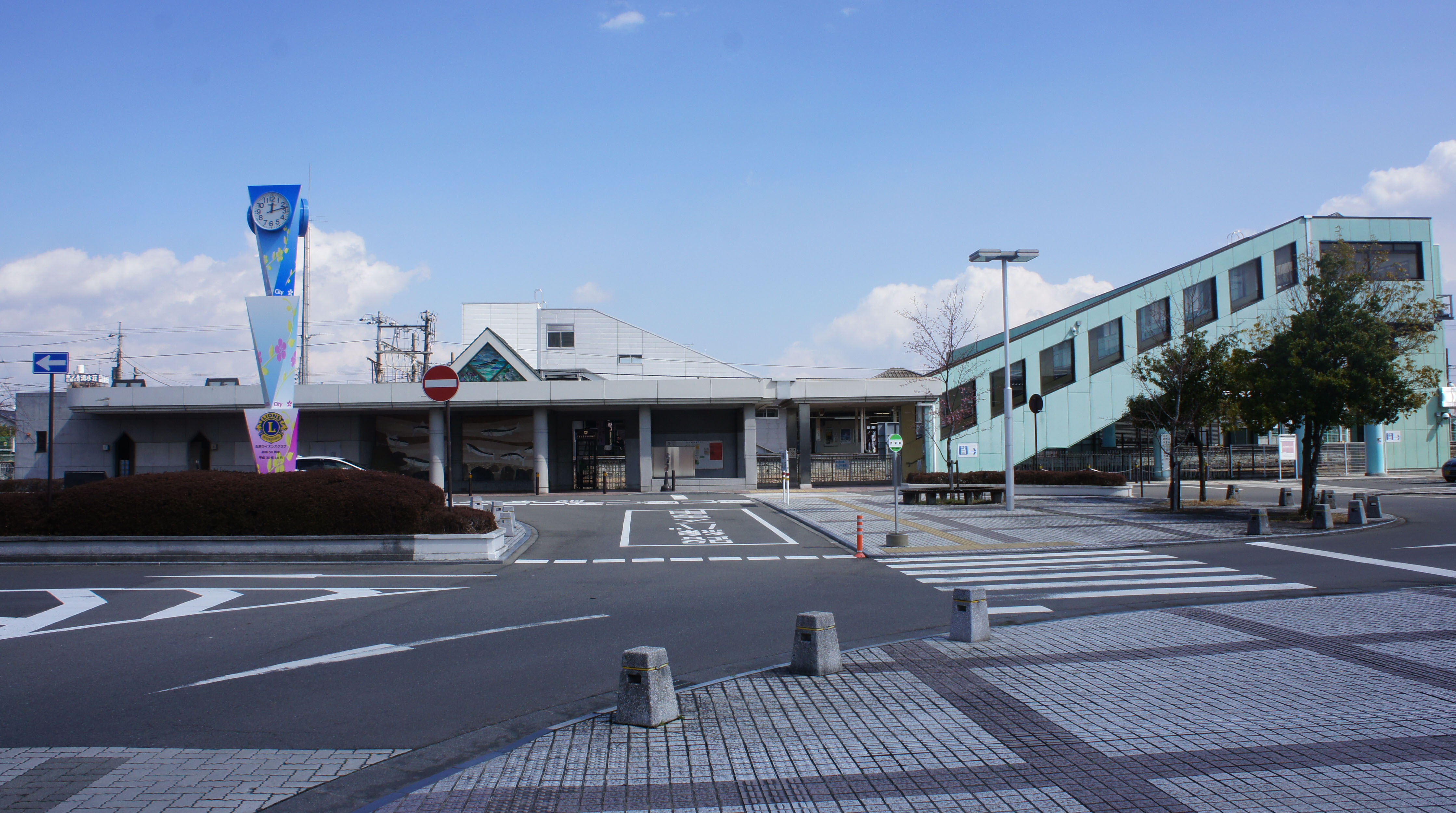
Estació d'Ujiie

### Ferrocarril
- Companyia de Ferrocarrils del Japó Oriental (JR East)
  - Ujiie - Kamasusaka

### Carretera
- Nacional 4 - Nacional 293

## Agermanaments
- Kisai, prefectura de Saitama, Japó.
- Koga, prefectura d'Ibaraki, Japó.